# Еврейская бригада

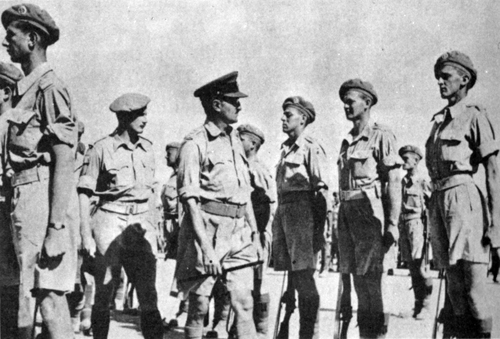
Командир Еврейской бригады Эрнест Бенджамин и бойцы второго батальона, строевой смотр, Палестина, октябрь 1944 год.

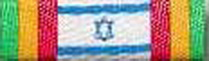
Колодка ветерана Еврейского Легиона и Еврейской бригады

Еврейская бригада (ивр. הַבְּרִיגָדָה הַיְּהוּדִית‎, англ. Jewish Infantry Brigade Group) — бригада в составе британской армии в годы Второй мировой войны, единственное еврейское национальное воинское соединение в составе войск антигитлеровской коалиции. 
Созданная в сентябре 1944 года, бригада состояла из евреев-добровольцев из подмандатной Палестины, имела свои войсковую эмблему и знамя — белое полотнище с двумя голубыми полосами, золотым Маген Давидом и надписью «Еврейская бригада». Командиром бригады был назначен канадский еврей, бригадный генерал Эрнест Бенджамин.

## Состав
В состав бригады входили:
- управление;
- три пехотных батальона;
- артиллерийская батарея;
- сапёрная рота;
- рота связи;
- транспортная рота;
- медицинская рота;
- другие вспомогательные подразделения.

Всего через еврейские соединения, воюющие на стороне западных западных союзников за годы войны прошло около 30 000 добровольцев.
Первый бой солдаты Еврейской бригады приняли в Италии во время Северо-Итальянской операции весной 1945 года в составе 8-й британской армии, наступая против подразделений и частей 42-й егерской дивизии вермахта. Затем её батальоны форсировали реку Сенио и выбили с позиций 12-й парашютный полк 4-й парашютной дивизии вермахта.
После окончания войны в июле 1945 года бригада была переброшена в Бельгию и Голландию.
В июне 1946 года, когда усилились разногласия между правительством Англии и еврейским населением Палестины, британские власти расформировали Еврейскую бригаду.
Позднее ветераны Еврейской бригады составили костяк будущей израильской армии.